# Chadisrochroa zabenilla
Chadisrochroa zabenilla är en fjärilsart som beskrevs av Paul Dognin 1901. Chadisrochroa zabenilla ingår i släktet Chadisrochroa och familjen tandspinnare. Inga underarter finns listade i Catalogue of Life.